# Liolaemus darwinii
Liolaemus darwinii — вид ігуаноподібних ящірок родини Liolaemidae. Ендемік Аргентини. Вид названий на честь англійського натураліста Чарлза Дарвіна, автора Походження видів.

## Поширення і екологія
Liolaemus darwinii поширені від півдня Катамарки і південного заходу Сантьяго-дель-Естеро на південь до північного Чубута. Вони живуть в сухих або напівсухих чагарникових заростях, зокрема в заростях Larrea і Prosopis. Зустрічаються на висоті до 3000 м над рівнем моря. Відкладають яйця.